# Chepken

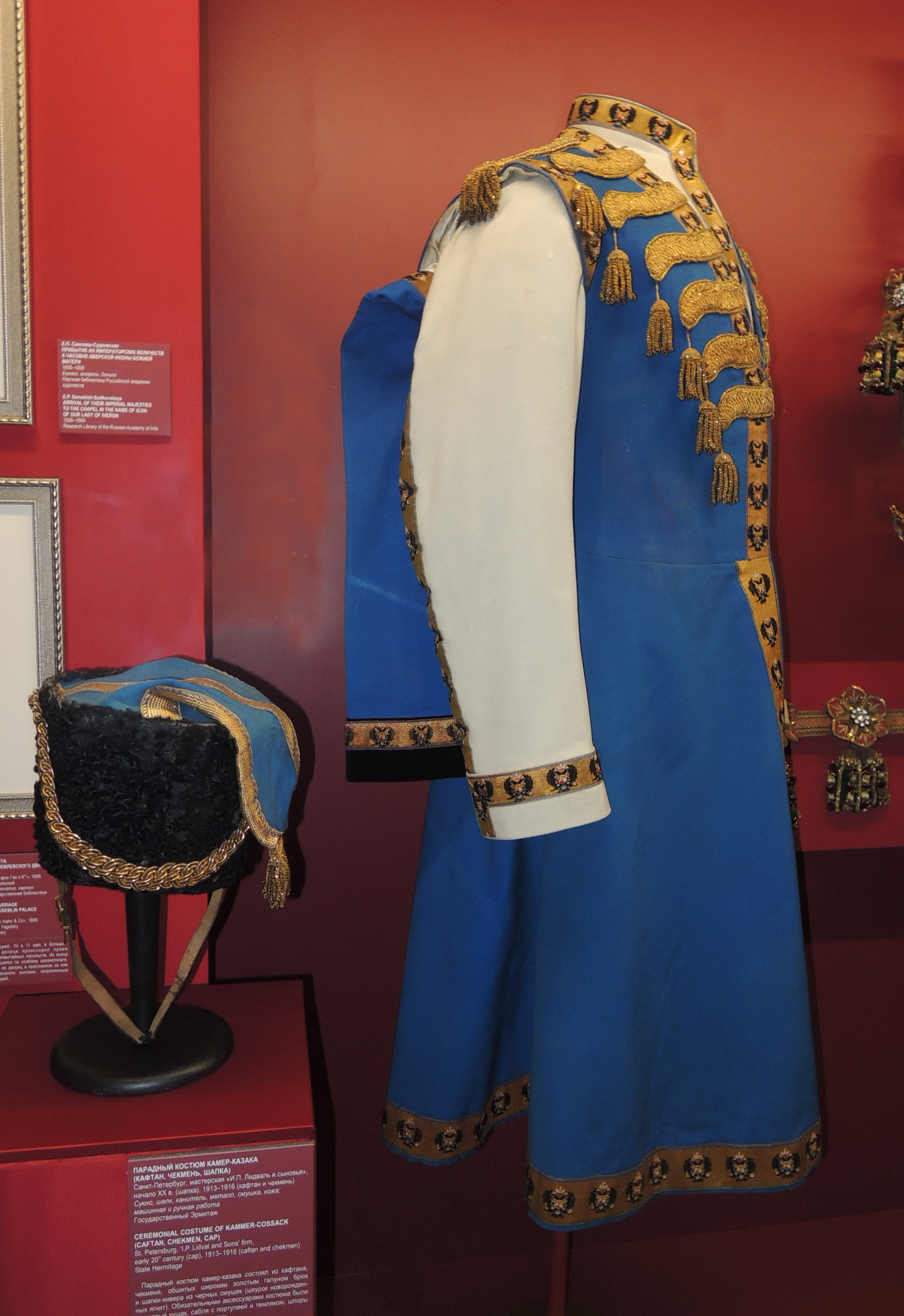
Cekmen purtat de cazaci

Chepken sau chekmen (în tătară чепкен / çepken – „haină exterioară”; karaçai-balkară: чепкен / çepken; kumykă: чепген / çepgen; în rusă чекмень; nogai: шепкен / șepken; în azeră çəpkən; în turcă cepken) este un tip de caftan (haină lungă tradițională) purtat de popoarele turcice și, ulterior, de cazaci. A fost, de asemenea, larg utilizat printre locuitorii Caucazului.

## Descriere
Această piesă vestimentară are o formă de tranziție între o robă și un caftan mulat, fără guler, fiind cel mai adesea confecționată din stofă. Cuvântul chepken era folosit de grupurile turcice din nordul Caucazului pentru a desemna chokha și era adesea sinonim cu acest tip de îmbrăcăminte.
Printre azeri, chepken-ul este un tip de haină căptușită pentru umeri, cu mâneci false lungi. Chepken-urile erau confecționate în principal din stofă, velur sau catifea, precum și din diverse țesături de brocart din mătase. Era purtat mai ales de femei, deși exista și o variantă masculină a acestei piese vestimentare.
În funcție de vârsta femeii, culorile chepken-ului variau: fetele tinere și femeile purtau de obicei galben, roșu sau verde, iar femeile mai în vârstă purtau cămăși albe sau negre. Chepken-urile erau adesea croite cu căptușeli tăiate care se mulează pe corp. În partea inferioară laterală a hainei se afla un detaliu numit chapyg (în azeră çapıq – „cicatrice”).
Chepken-ul se purta peste o cămașă, astfel încât să se așeze bine pe corp. Pe laterale, chepken-ul avea mâneci care se terminau cu manșete; uneori, pe mâneci erau cusute nasturi.

## Etimologie
Cuvântul chepken este de origine turcică și are analogii în alte limbi turcice înrudite, precum chikman și chikpen, care corespund cu chikmyan în tătară și bașkiră. În limba turkmenă, chepken se traduce prin „stofă” și indică materialul din care era confecționată în mod tradițional această piesă vestimentară. Cazacii din Kuban numeau acest tip de îmbrăcăminte chekmen, iar cerchezii îl numeau shepken.